# Замятнин, Яков Иванович
Я́ков Ива́нович Замя́тнин (ум. 1521) — московский дворянин, воевода на службе у московского князя Василия III.
В  1516 году вторым воеводой полка левой руки участвовал в походе на Витебск. В июне 1521 во время похода Мухаммед Гирея на Москву находился в Серпухове среди войск, не сумевших воспрепятствовать переправе крымских войск через Оку.
Сын воеводы Ивана Васильевича Замятни; брат воеводы Юрия Ивановича Замятнина, погибшего вместе с ним.